# バンブーインスタレーション

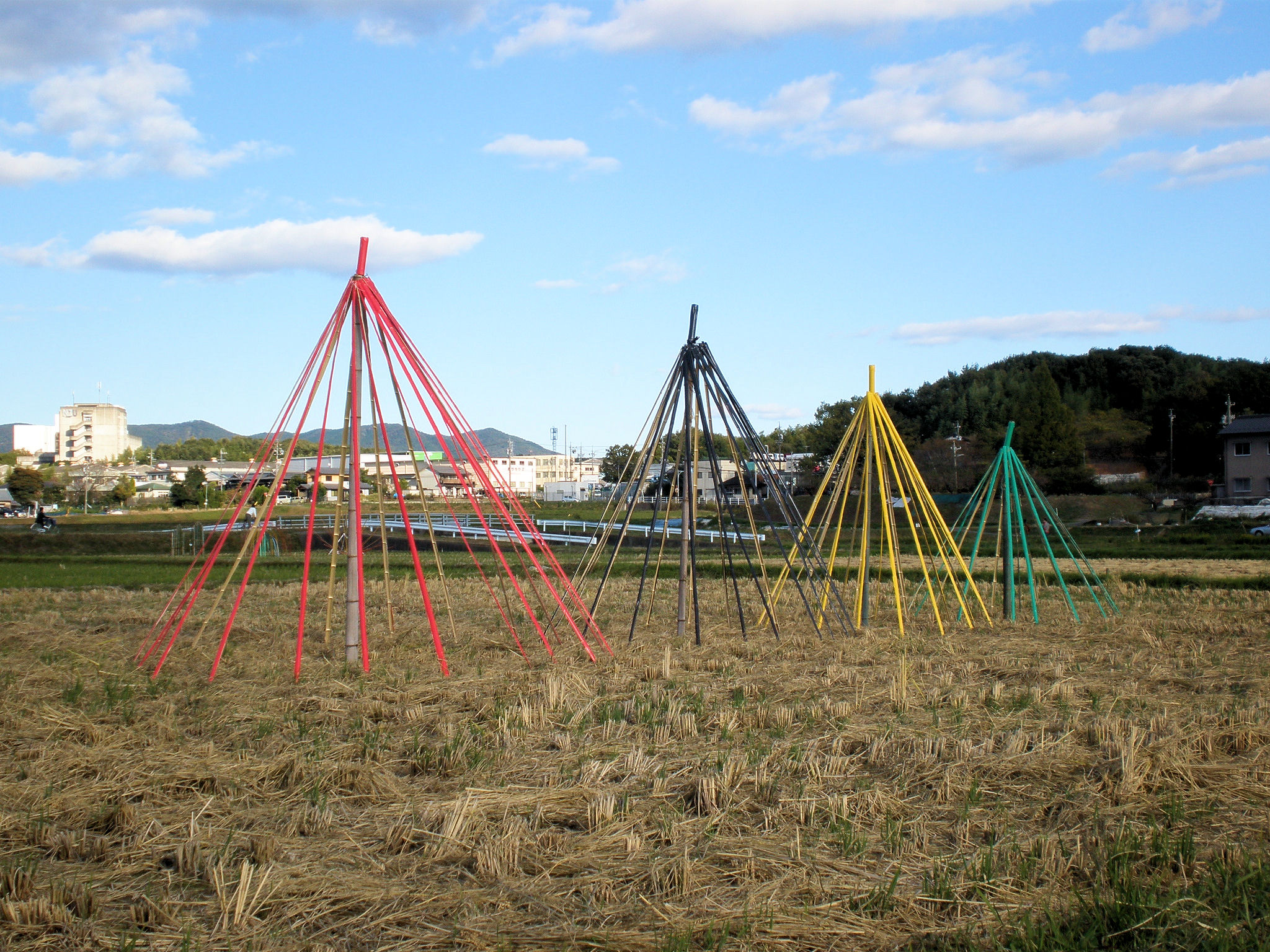
展示作品（2009年11月3日撮影）

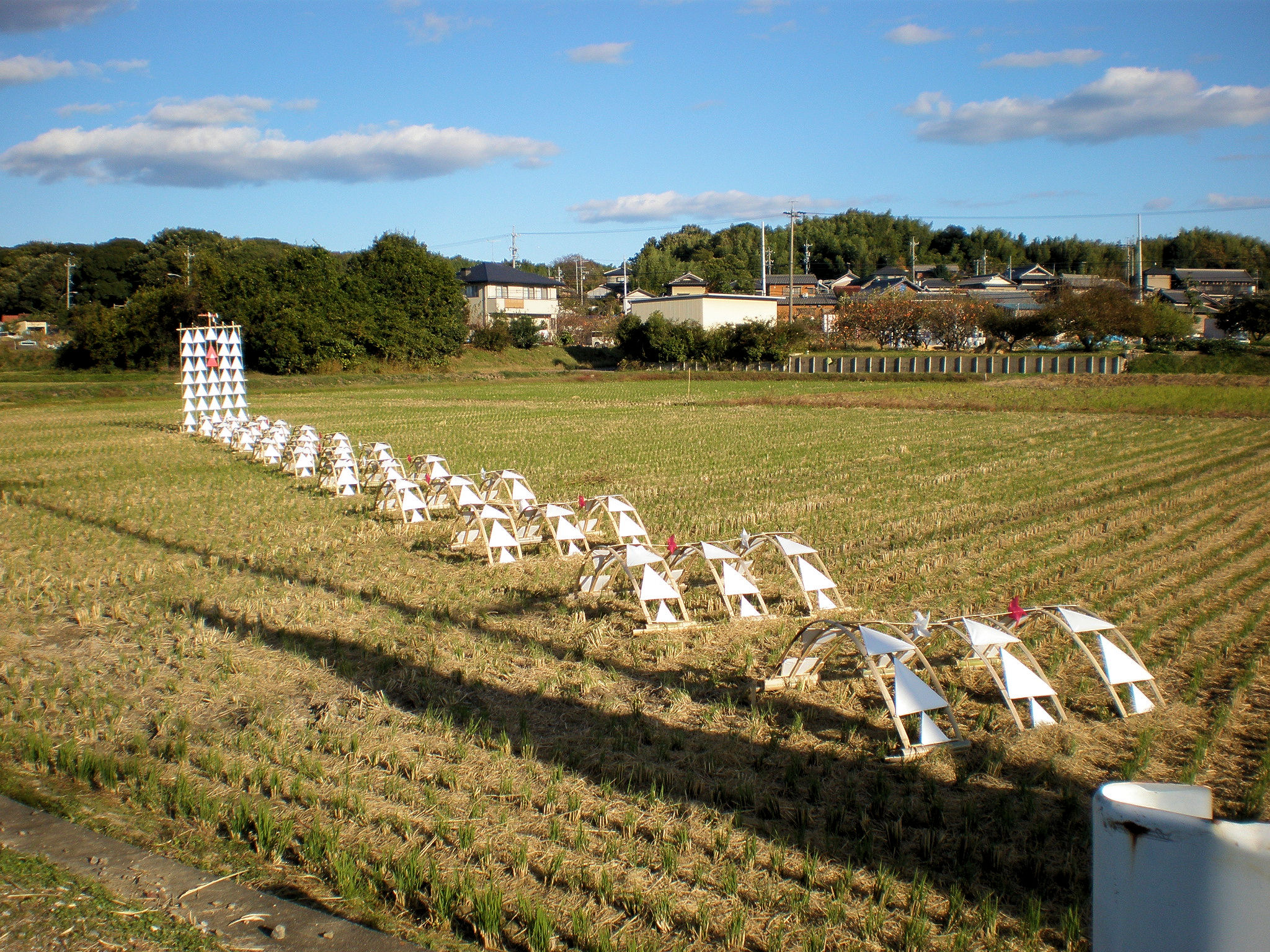
展示作品（2009年11月3日撮影）

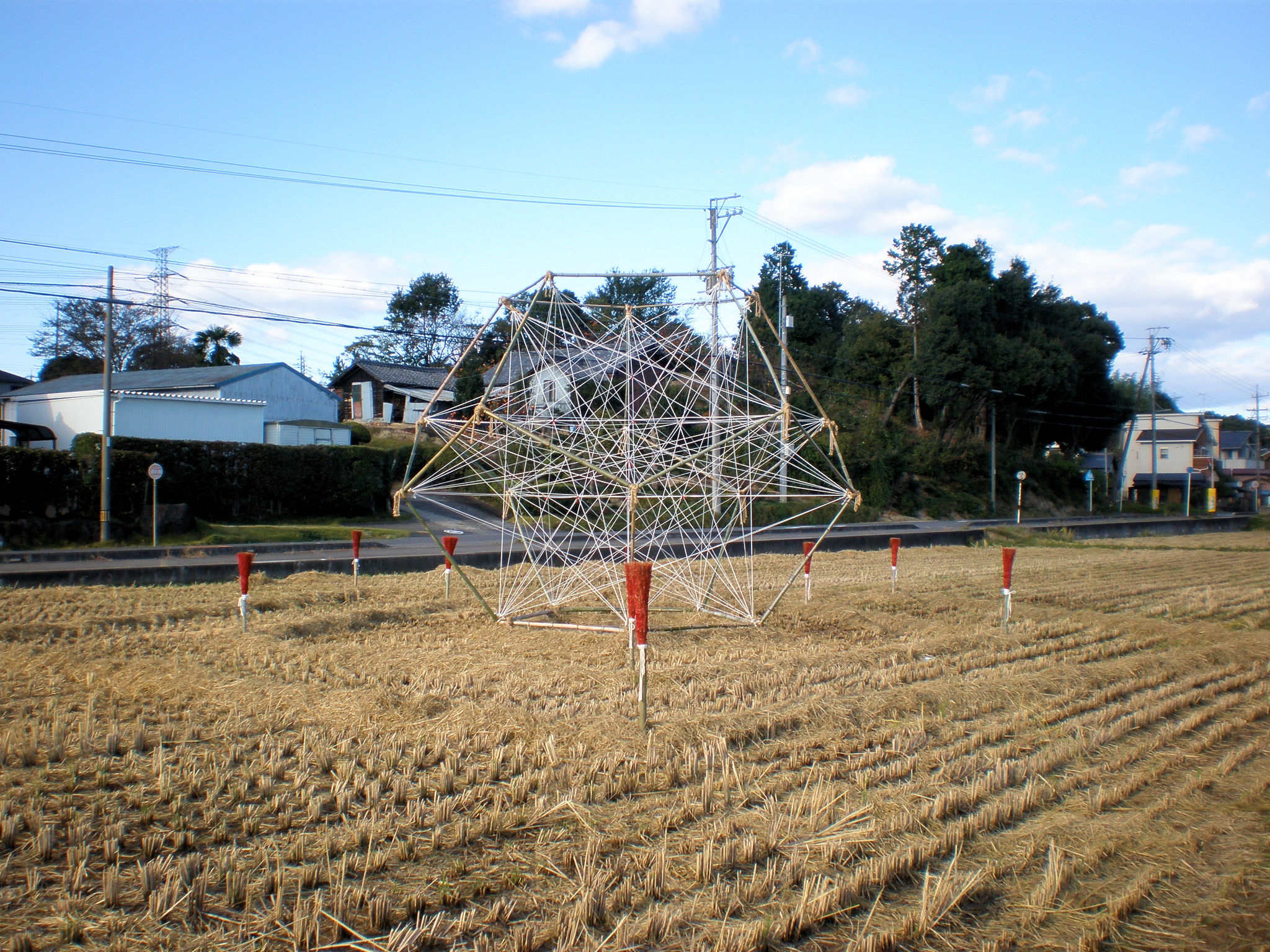
展示作品（2009年11月3日撮影）

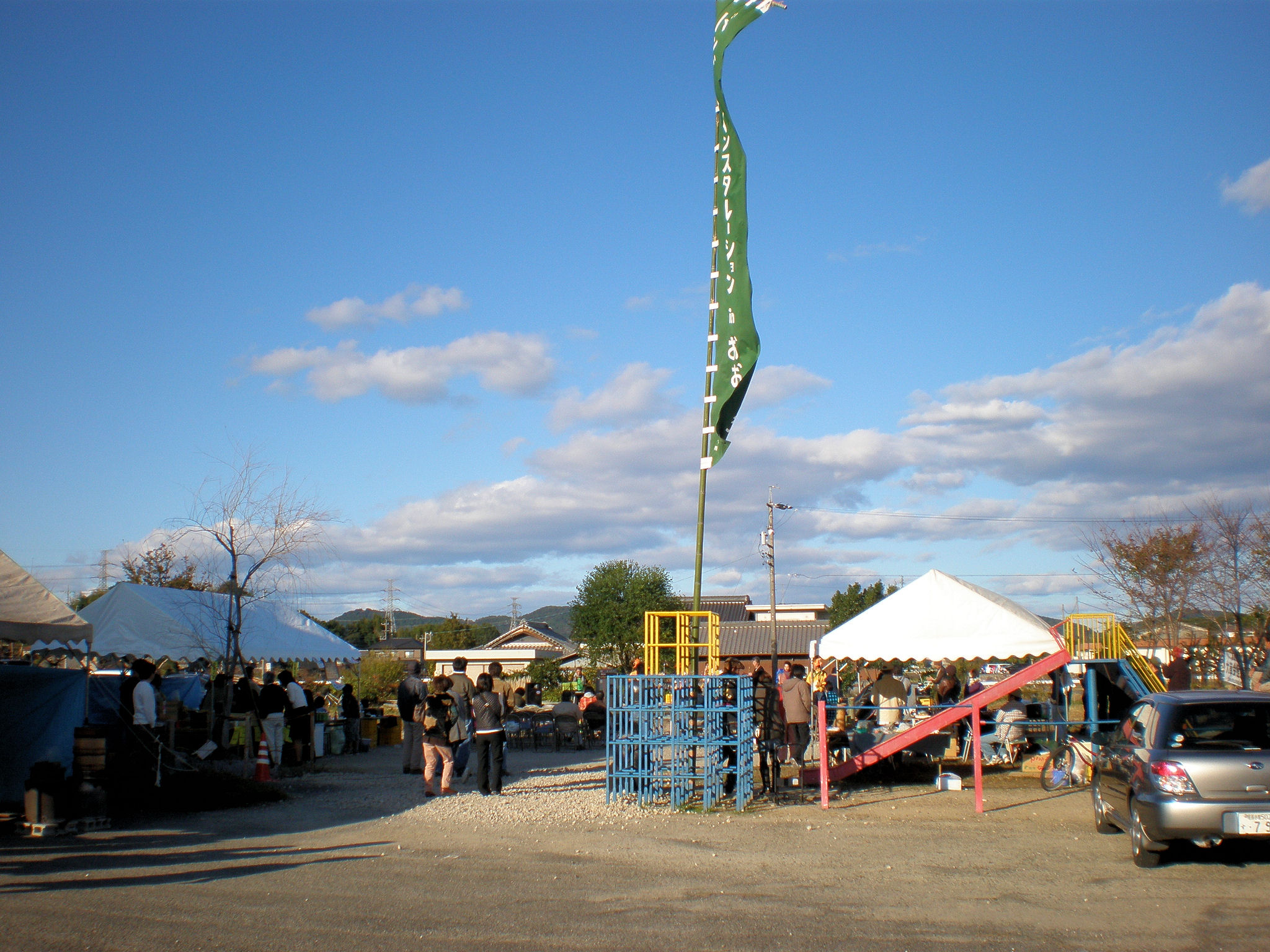
イベント会場（2009年11月3日撮影）

バンブーインスタレーション（英語表記：Bamboo Installation）は、愛知県小牧市大草で毎年秋に行われている竹を使ったイベント。

## 概要
小牧市の大草地区内には竹林が点在しているが、近年日本国内で生産された竹の需要が著しく低くなっているため、伐採などの手入れが行なわれず荒れる竹林が多くなった。そこで地域住民が竹の活用方法として考え出したのが、このイベントである。
初めて開催されたのは1994年（平成6年）。名称の由来は、英語で「竹」を意味する「bamboo（バンブー）」と、現代美術における表現手法の一つである「installation（インスタレーション）」を合わせて作った造語である。
参加するのはおもに近隣地域住民や近隣にある幼稚園・小中学校・大学の生徒達。作品に用いられる竹は同地区内で取れたもので、全て主催団体から提供される。それを使って参加者が様々な作品を作成し、収穫が終った同地区の田んぼに展示する。作品はコンテストで優秀作品が選ばれる。また週末には露店やイベントなども行なわれる。
なお作品で使われた竹は、イベント終了後に焼かれて竹炭にされ、同地区内を流れる八田川の浄化などに使われる。

## 会場
- 大草地区内の八田川沿いにある田んぼ
- 大草会館
- 名古屋造形大学
- 市民四季の森